# メルビン・ニエベス
メルビン・ラモス・ニエベス（Melvin Ramos Nieves , 1971年12月28日 - ）は、プエルトリコ出身の元プロ野球選手（外野手）。
サンディエゴ・パドレス等に所属したウィル・ニエベスは実弟。

## 経歴

### MLB時代
1988年にMLBのアトランタ・ブレーブスと契約。
1992年に9月1日にメジャーデビューを果たした。
1993年7月に他2選手とともにフレッド・マグリフとのトレードでサンディエゴ・パドレスに移籍。
以降、デトロイト・タイガース、シンシナティ・レッズでプレー。タイガース時代はクリーンアップとして活躍した。

### ダイエー時代
1999年の開幕直前に福岡ダイエーホークスに入団。すでにダイエーは親会社の経営難が表面化しており、高年俸の選手のリストラを進めていたが、そんな中でMLB通算63本塁打と実績十分のニエベスが入団したのは監督の王貞治の強い要望があったからである。しかし年俸は、このクラスの選手としては格安である5,000万円に抑えられた。
実際、パワーは王監督がほれ込むのもうなずけるほどのものがあったが確実性に欠け、デビュー戦は4打数無安打3三振。その後もさっぱり打てずに3試合で二軍降格となる。しかし、6月下旬に再昇格してからは結果も残した。
出場84試合で打率.257、17本塁打、43打点と残留は微妙な数字であったが、この年のダイエー打線は主砲の小久保裕紀が一時打率1割台に落ち込むなど大不振で、松中信彦や城島健司らも成長途上にあった。
中日ドラゴンズとの日本シリーズでは岩瀬仁紀からタイムリーを放つなど、ダイエーとしての初優勝・日本一に貢献した。
2000年はオープン戦では絶好調で、小久保を押しのけ開幕4番に抜擢されたが、いざシーズンが始まってみると不振が続いた。小久保が好調でほどなく4番に復帰。4月末からは夫人の出産で帰国し、再来日後も松中の活躍等もあって出番は減少した。典型的な一発屋の割に見逃し三振が多かったことも首脳陣の心証を悪くした。7月9日の対西武ライオンズ16回戦（札幌市円山球場）、この日も序盤で見逃し三振を喫したニエベスは、7回無死満塁のチャンスで初球のストライクを見逃した直後に代打・松中（その後、西武側が左腕の橋本武広を投入したため、代打の代打で大道典良が起用された）を送られたことに激怒し、試合途中で宿舎に帰ってしまう。職場放棄を犯したニエベスに対して、首脳陣は二軍降格を決定した。その後、ニエベスの代わりに昇格していたブライアン・バンクスが戦力にならなかったことから、一軍に復帰。
読売ジャイアンツとの日本シリーズにも主力として出場し、第1戦（東京ドーム）で槙原寛己から9回に看板直撃の代打決勝本塁打、第4戦（福岡ドーム）でも斎藤雅樹から初回に同点本塁打を放ったが、チームは第6戦で敗戦。シリーズ最終戦最終打者もまたニエベスであり、同年の日本シリーズでは目立った存在となった。岡島秀樹から三振を喫し、20世紀の日本プロ野球最後の打者となっている。
シーズン終了時点では解雇の方針であったが、日本シリーズでの活躍によって、シーズンオフの首脳会議に進退が持ち越された。結局シリーズ終了後に解雇されることになったが、この年のチーム優勝旅行に参加している。
日本では2.41打数に1三振のペースである。単純比較は出来ないが、これはラルフ・ブライアント（2980打数1186三振→2.51打数に1三振）以上のペースである。

### ダイエー退団後
独立リーグやメキシカンリーグを中心にプレーし、2005年にはワシントン・ナショナルズとマイナー契約を結ぶが、メジャー再昇格には至らなかった。
2012年4月10日に古巣ホークスに表敬訪問している。
2016年にストーカーで逮捕された。
2022年には教会に人質を取って立て籠り、逮捕された。

## プレースタイル・人物
- 王貞治はニエベスのパワーを絶賛していたが、それ故にもう少し確実性を身に付けてほしいという思いが強く、「飛距離だけならメジャーでもベスト10に入るだろう」と度々話しており、ニエベスの退団時も「飛距離で夢を見させてくれた」とコメントしている。ただし、1999年の日本シリーズでの岩瀬からのタイムリーを始め、右打席の時は意外に逆方向へのバッティングも見せた。
- 1999年9月14日、日本ハムの関根裕之から東京ドームの外野席の看板の上を行く本塁打(飛距離147メートル)を打った時には、王監督は「あそこまで飛ばさなくていいから、もっと効率よく…」と苦笑し(なお王監督は打った瞬間ベンチを飛び出しガッツポーズしていた)、「飛ばしすぎ」でスポンサーからの看板直撃に対する賞金をもらい損ねたニエベスも「そんなのが（賞金が）あったのか? しまった!」とそれぞれ苦笑いしていた。ちなみにこの試合でのニエベスの残り打席は全て三振であった。なお、この試合では同イニングで小久保が看板直撃弾を放って賞金を得ている。
- 試合前のフリー打撃では当時助監督であった黒江透修はニエベスが打席に入る際に「ショータイム!」と叫んでいた。
- 守備は得意ではなかったが、指名打者での出場はあまりない。当時のダイエーは一塁手・左翼手・指名打者の3ポジションを松中・大道・吉永幸一郎とニエベスの4人で担当していたが、吉永は一塁しか守れず、大道の外野も相当な不安があった。1999年は松中が左翼を守ることもあったが、この4人の中で考えれば外野守備はうまい方だったことから、左翼を守ったり、秋山幸二が休養などでスタメンを外れた時にはニエベスが右翼手に就くことがあった。

## 詳細情報

### 年度別打撃成績
| 年 度    | 球 団    | 試 合 | 打 席 | 打 数 | 得 点 | 安 打 | 二 塁 打 | 三 塁 打 | 本 塁 打 | 塁 打 | 打 点 | 盗 塁 | 盗 塁 死 | 犠 打 | 犠 飛 | 四 球 | 敬 遠 | 死 球 | 三 振 | 併 殺 打 | 打 率 | 出 塁 率 | 長 打 率 | O P S |
| -------- | -------- | ----- | ----- | ----- | ----- | ----- | -------- | -------- | -------- | ----- | ----- | ----- | -------- | ----- | ----- | ----- | ----- | ----- | ----- | -------- | ----- | -------- | -------- | ----- |
| 1992     | ATL      | 12    | 21    | 19    | 0     | 4     | 1        | 0        | 0        | 5     | 1     | 0     | 0        | 0     | 0     | 2     | 0     | 0     | 7     | 0        | .211  | .286     | .263     | .549  |
| 1993     | SD       | 19    | 51    | 47    | 4     | 9     | 0        | 0        | 2        | 15    | 3     | 0     | 0        | 0     | 0     | 3     | 0     | 1     | 21    | 0        | .191  | .255     | .319     | .574  |
| 1994     | SD       | 10    | 22    | 19    | 2     | 5     | 1        | 0        | 1        | 9     | 4     | 0     | 0        | 0     | 0     | 3     | 0     | 0     | 10    | 0        | .263  | .364     | .474     | .837  |
| 1995     | SD       | 98    | 262   | 234   | 32    | 48    | 6        | 1        | 14       | 98    | 38    | 2     | 3        | 1     | 3     | 19    | 0     | 5     | 88    | 9        | .205  | .276     | .419     | .695  |
| 1996     | DET      | 120   | 484   | 431   | 71    | 106   | 23       | 4        | 24       | 209   | 60    | 1     | 2        | 0     | 3     | 44    | 2     | 6     | 158   | 10       | .246  | .322     | .485     | .807  |
| 1997     | DET      | 116   | 405   | 359   | 46    | 82    | 18       | 1        | 20       | 162   | 64    | 1     | 7        | 0     | 2     | 39    | 6     | 5     | 157   | 3        | .228  | .311     | .451     | .762  |
| 1998     | CIN      | 83    | 147   | 119   | 8     | 30    | 4        | 0        | 2        | 40    | 17    | 0     | 0        | 0     | 2     | 26    | 1     | 0     | 42    | 3        | .252  | .381     | .336     | .717  |
| 1999     | ダイエー | 84    | 290   | 245   | 37    | 63    | 16       | 1        | 17       | 132   | 43    | 0     | 0        | 0     | 0     | 42    | 0     | 3     | 105   | 4        | .257  | .372     | .539     | .911  |
| 2000     | ダイエー | 91    | 287   | 232   | 32    | 50    | 8        | 0        | 15       | 103   | 38    | 1     | 1        | 0     | 0     | 51    | 2     | 4     | 93    | 6        | .216  | .366     | .444     | .810  |
| MLB：7年 | MLB：7年 | 458   | 1392  | 1228  | 163   | 284   | 53       | 6        | 63       | 538   | 187   | 4     | 12       | 1     | 10    | 136   | 9     | 17    | 483   | 25       | .231  | .314     | .438     | .752  |
| NPB：2年 | NPB：2年 | 175   | 577   | 477   | 69    | 113   | 24       | 1        | 32       | 235   | 81    | 1     | 1        | 0     | 0     | 93    | 2     | 7     | 198   | 10       | .237  | .369     | .493     | .862  |

### 背番号
- 7 （1992年）
- 10 （1993年）
- 3 （1994年 - 1995年）
- 30 （1996年 - 1997年）
- 46 （1998年）
- 42 （1999年 - 2000年）

### 個人成績
NPB
- 初出場・初先発出場：1999年4月13日、対日本ハムファイターズ1回戦（福岡ドーム）、7番・左翼手として先発出場
- 初安打：1999年4月14日、対日本ハムファイターズ2回戦（福岡ドーム）、8回裏に芝草宇宙から中前安打
- 初打点：1999年6月3日、対オリックス・ブルーウェーブ11回戦（グリーンスタジアム神戸）、8回表に林孝哉の代打で出場、鈴木平から押し出し四球
- 初本塁打：1999年6月4日、対大阪近鉄バファローズ10回戦（大阪ドーム）、6回表に岡本晃から右越ソロ